# Йозеф Ісраелс
Йозеф Ісраелс, або Ізраелс (нід. Jozef Israëls, 27 січня 1824, Гронінген — 12 серпня 1911, Гаага) — голландський жанровий живописець, глава реалістичної Гаазької школи живопису.

## Біографічні відомості
Йозеф Ісраелс походив із єврейської сім'ї. Навчався у Яна Адама Круземана в Амстердамі, потім у Франсуа Едуарда Піко в Парижі. Спочатку присвятив себе історичному живопису, але згодом перейшов до побутового живопису, зображуючи переважно сімейне життя голландців і побут моряків.
Найцікавіші його роботи: «Видужуюча мати», «Бідні села», «Хвора», «Один на світі».
Його син Ісаак Ізраельс також став жанровим живописцем.

## Деякі пізні роботи

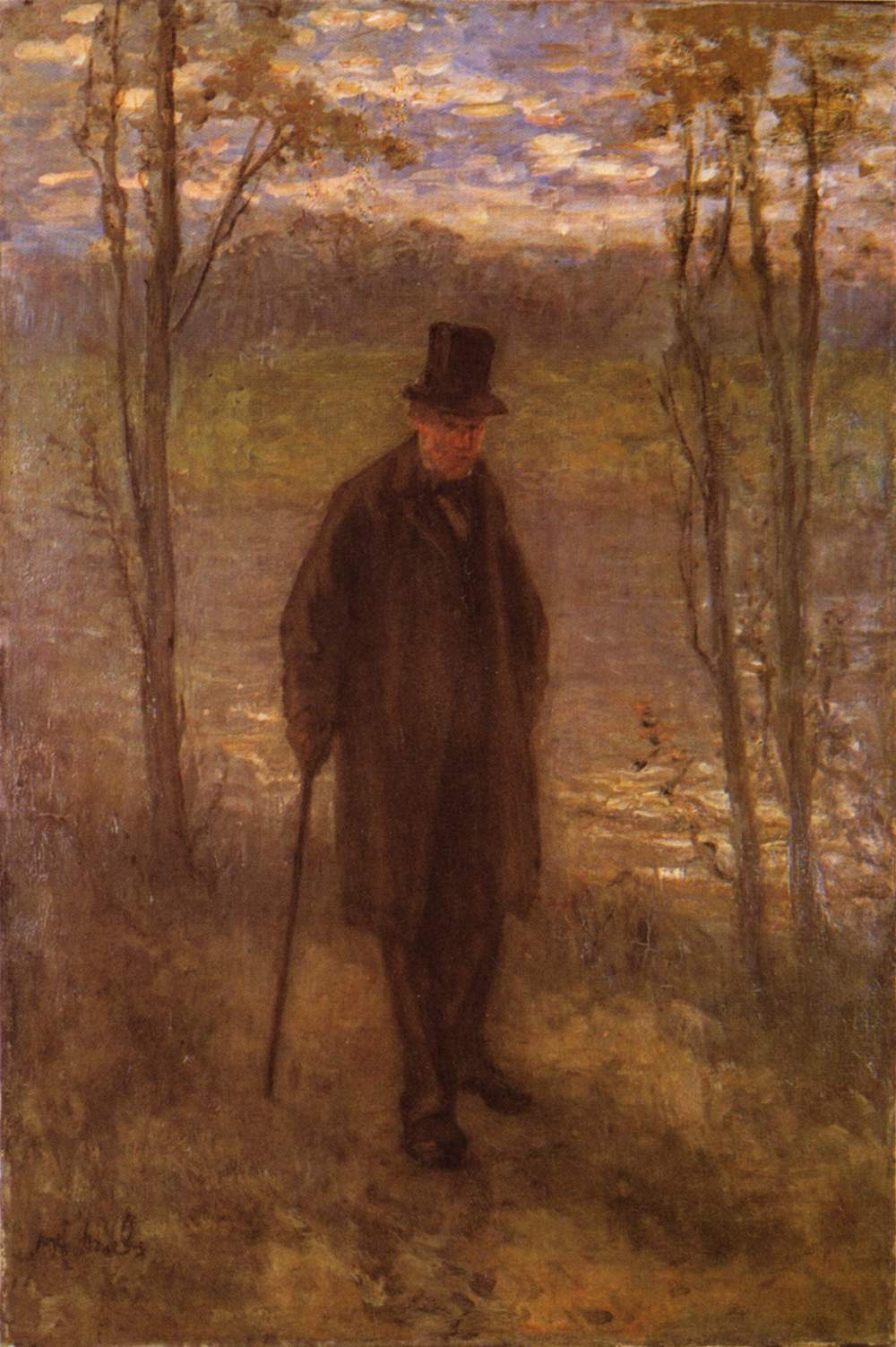
Ми старіємо, 1878.
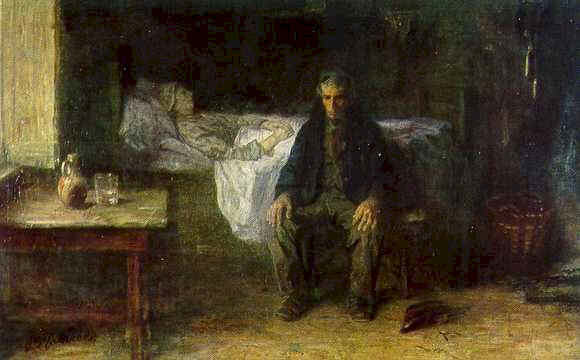
Один на світі, 1881.
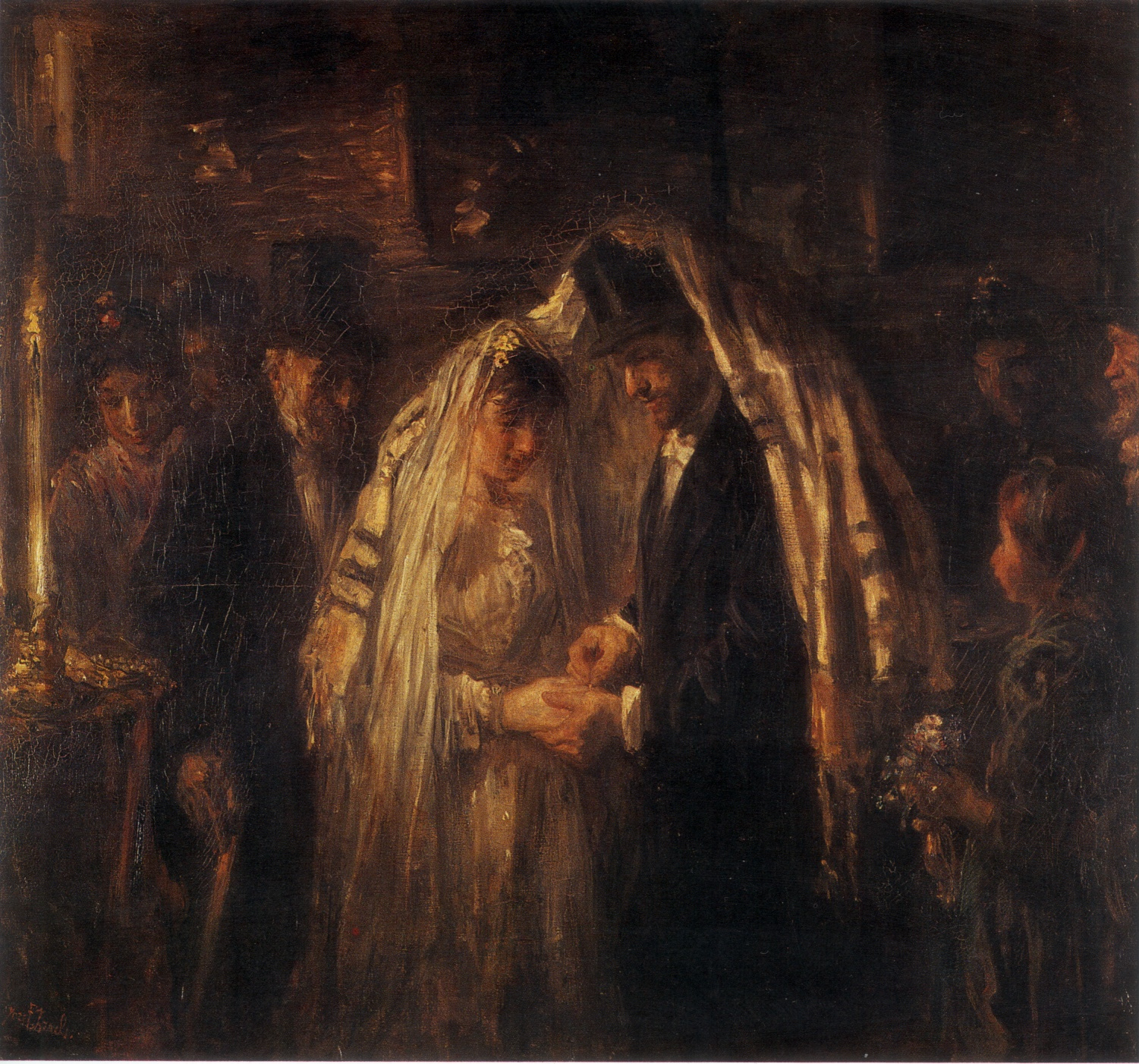
: Єврейське весілля, 1903